# Frank McCourt

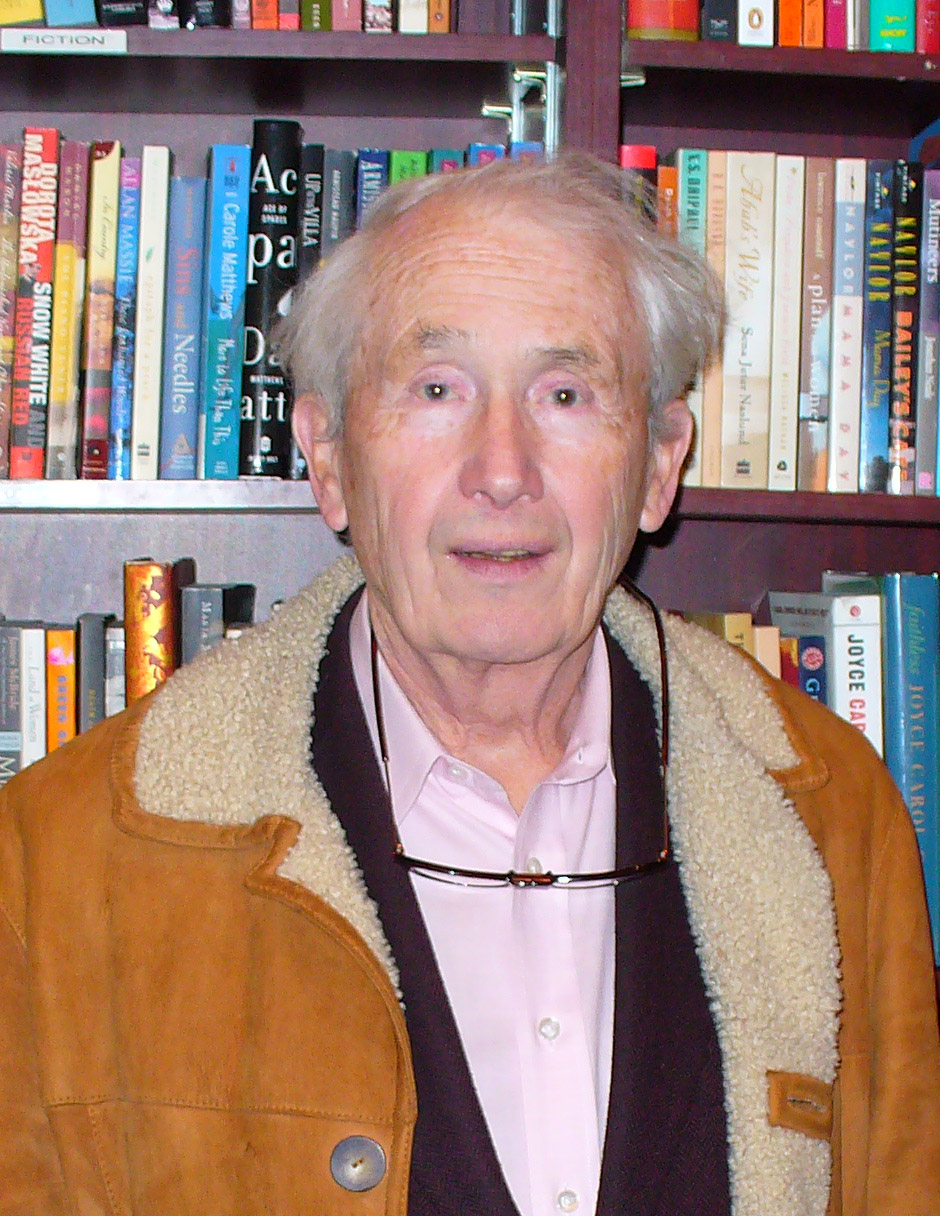
Frank McCourt en 2007 en la librería Housing Works de Nueva York.

Francis McCourt (Limerick; 19 de agosto de 1930 - ibíd.; 19 de julio de 2009), conocido como Frank McCourt, fue un escritor y profesor irlandés-estadounidense conocido principalmente por ser el autor de la novela Las cenizas de Ángela (1996), obra autobiográfica, por la que fue galardonado con el Premio Pulitzer y llevada al cine con título homónimo, en 1999. De este libro escribió tres secuelas.

## Libros publicados
- Las cenizas de Ángela (Angela's Ashes) Memoria. Scribner. 1996
- Lo es (Tis) Memoria. Scribner. 1999
- Yeats Is Dead! A Mystery by 15 Irish Writers. Contribuyó con un capítulo. 2001
- El profesor (Teacher Man) Memoria. Scribner. 2005
- (Angela and the Baby Jesus, 2007)
- Frank McCourt; Loren Long (ilustrador) (2007). Angela and the Baby Jesus (edición para adultos) Ángela y el niño Jesús. Scribner. ISBN 1416574700.
- Frank McCourt; Raul Colon (ilustrador) (2007). Angela and the Baby Jesus: (edición infantil) Ángela y el niño Jesús. Simon & Schuster. ISBN 978-0545127820. (enlace roto disponible en Internet Archive; véase el historial, la primera versión y la última).
- Frank McCourt; Malachy McCourt (2011). Couple of Blaguards, A. Samuel French. ISBN 978-0573699634. (enlace roto disponible en Internet Archive; véase el historial, la primera versión y la última).